# Manta de Grazalema
La manta y paños de Grazalema fueron muy conocidos entre los siglos XVII y XIX, siendo la localidad de su origen, Grazalema, uno de los principales centros manufactureros de productos de lana en España. Usando lanas de la comarca como materia prima y dado que Grazalema es uno de los sitios más lluviosos de España se aprovecha esa agua para lavar las lanas. Por otro lado, al llover tanto, los pastos que servían de alimento para el ganado ovino se extendían más en la época estival lo que repercutía en la calidad de las lanas. 
Poco a poco, debido a la revolución industrial y a otras factores de la época, muchas empresas textiles de Grazalema se vieron obligadas a cerrar y la población fue emigrando década tras década.
Blasco Ibáñez, Pérez Clotet y los hermanos José y Jesús de las Cuevas hicieron múltiples referencias a las mantas y capas de Grazalema, y Romero de Torres cuenta cómo antes del incendio que destruyó el archivo municipal, éste había contenido el Real Decreto por medio del cual Felipe V de España había otorgado privilegios a los que fabricaban textiles y productos de lana. Escribía el autor: 

Por ello se puede apreciar la grandísima importancia que tuvo este pueblo desde tiempos antiguos como centro eminentemente fabril hasta hace algunos años en que, por desgracia, ha decaído de tal modo esta industria que apenas quedan dos ó tres fábricas que sigan tejiendo los renombrados paños y mantas de Grazalema.

Se dice que entre Grazalema y Benamahoma vivían unas 9.000 personas dedicadas a lo que hoy se llamaría industrias auxiliares: tintado, abatanado, hilatura, perchado, tundido... La gente tenía telares en sus casas donde toda la familia tejía, después los llevaban a las fábricas para acabarlos. A veces incluso pagaban sus deudas con las mantas que ellos mismos habían elaborado.
Actualmente sólo produce mantas la empresa Artesanía Textil de Grazalema, la empresa textil artesanal más antigua de España
Parte de la producción de mantas se exportan a países como Australia, Inglaterra o Países Bajos.

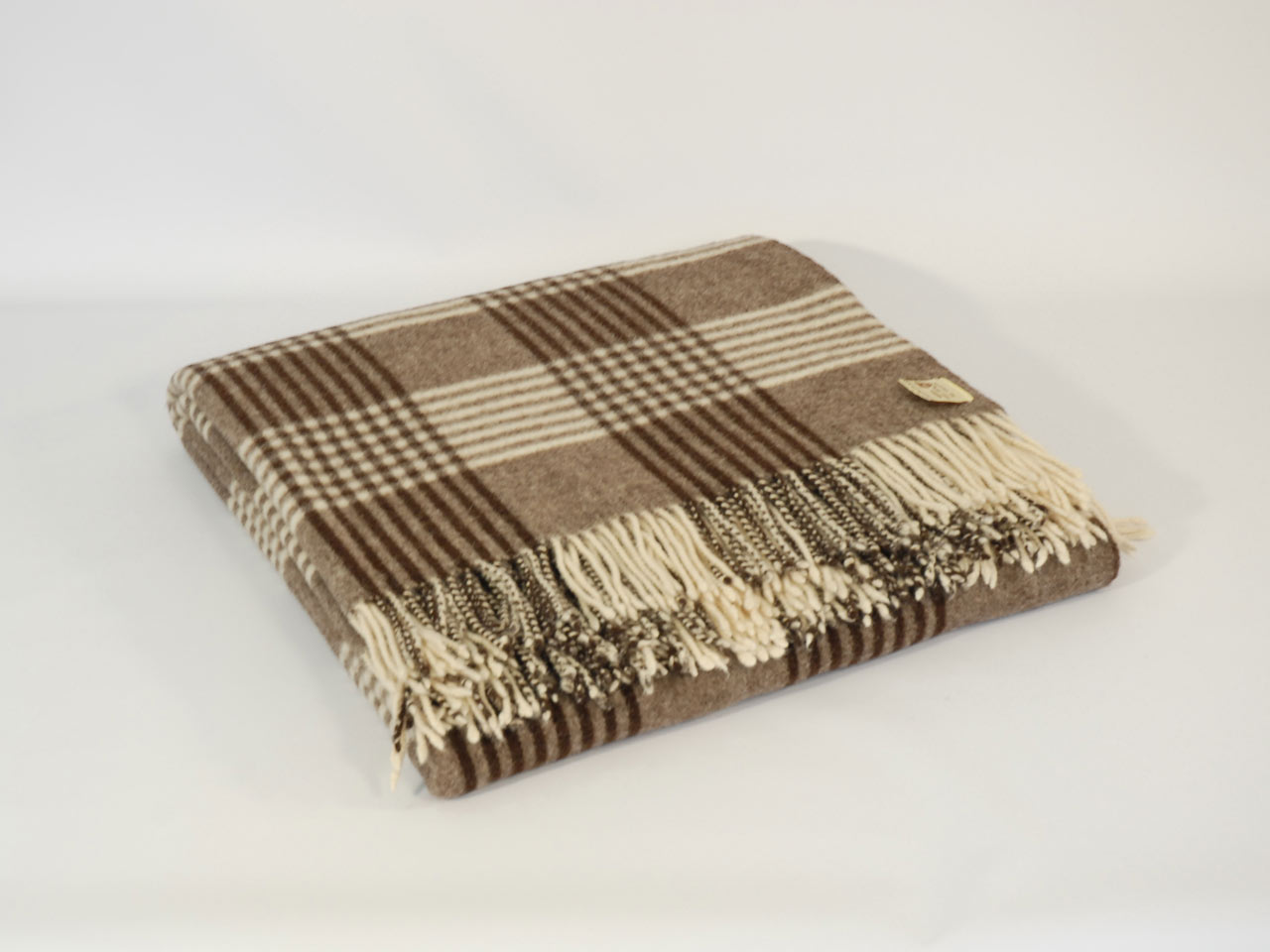
Clásica Manta de Grazalema

## Sitio Web
Web
- Datos: Q16598004
- Multimedia: Grazalema (cloth) / Q16598004

- Native American Blankets